# Partidul Național Liberal (Republica Moldova)
Partidul Național Liberal (abreviat PNL) este un partid din Republica Moldova, condus de Vitalia Pavlicenco. PNL este promotorul libertății individuale, sociale, economice și politice, prin concepție, prin acțiune și prin tradiție, este continuatorul gândirii liberale din Basarabia.

## Istoric

### Crearea Partidului Național Liberal (PNL)
Congresul de constituire a Partidului Național Liberal (PNL) a avut loc la 16 decembrie 2006. Congresul a aprobat Programul și Statutul PNL și a ales organele de conducere ale formațiunii. În calitate de președinte al PNL a fost aleasă Vitalia Pavlicenco, iar vicepreședinți — Anatol Țăranu, Ion Iovcev și Octavian Grama.
PNL este succesorul formațiunii omonime, constituite în Moldova în 1993. PNL (președinte — Mircea Rusu) a inițiat, după alegerile parlamentare anticipate din 25 februarie 2001, un proces de consolidare a forțelor democratice prin fuzionarea, în cascadă, a mai multor partide politice, soldat cu apariția partidului Alianța „Moldova Noastră”, de orientare social-liberală. În urma alegerilor parlamentare din 2005 AMN a cunoscut câteva scindări. Primul care s-a desprins din AMN a fost grupul social-democrat, condus de Dumitru Braghiș. Ulterior, a avut loc excluderea din AMN a deputaților liberali Vitalia Pavlicenco și Anatol Țăranu, urmați, în semn de protest, de o mare parte a Organizației municipale Chișinău și de alte organizații teritoriale ale AMN. Acest grup a format grupul de inițiativă pentru reconstituirea PNL.
PNL se declară adeptul ferm al doctrinei liberale moderne și se pronunță pentru constituirea Uniunii interstatale România — Republica Moldova, în vederea accelerării procesului de aderare la UE și de soluționare politică definitivă a conflictului transnistrean. În cadrul Congresului de constituire, PNL și-a propus unificarea forțelor liberale din Moldova și redarea oamenilor încrederea în clasa politică națională. PNL se pronunță pentru integrarea Republicii Moldova în NATO și pentru abolirea statutului de neutralitate a Republicii Moldova.

### Front comun PNL, MAE și PNR în alegerile din aprilie 2009
În rezultatul negocierilor purtate pe parcursul anului 2008 privind coalizarea forțelor democratice și anticomuniste, Partidul Național Liberal și Mișcarea “Acțiunea Europeană” au declarat că vor participa pe o listă comună în alegerile parlamentare din aprilie 2009. Oficializarea parteneriatului a avut loc la 6 noiembrie 2008, printr-o declarație comună a celor două formațiuni. Ulterior, la inițiativa celor două partide s-a alipit și Partidul Național Român care și-a exprimat sprijinul pentru PNL și MAE de a participa cu o listă comună de candidați în alegerile din 5 aprilie 2009.
La scurt timp după acest anunț, din PNL demisionează vicepreședintele PNL, Anatol Țăranu, în semn de dezacord cu decizia organelor colective ale PNL de participare în comun cu MAE la alegerile parlamentare din 2009.

### Congresul II al PNL din 9 mai 2009
Delegații la congres au audiat și examinat Raportul privind activitatea desfășurată de PNL în perioada 2 februarie 2007 — 9 mai 2009 precum și raportul Comisiei de cenzori și au ales noua conducerea a PNL. În funcția de președinte al PNL a fost realeasă Vitalia Pavlicenco iar în calitate de vicepreședinți au fost aleși Anatol Revenco și Alexandra Can. Totodată, delegații la congres l-au ales pe George Avornic în funcția de Secretar General interimar al PNL și a ales Biroul Permanent Central, compus din 13 persoane. Congresul a adoptat și textul Declarației privind fraudarea alegerilor de către PCRM și situația post-electorală din Republica Moldova ca urmare a rezultatelor alegerilor din 5 aprilie 2009 și a evenimentelor din 7 aprilie 2009. Potrivit organizatorilor, la congres au participat peste o sută de delegați din 25 de raioane ale țării.

### Congresul III al PNL din 3 decembrie 2011
În cadrul congresului au fost introduse modificări la Statutul și Programul partidului, prevăzând în mod expres obiectivul politic de reîntregire a neamului românesc prin Unirea Republicii Moldova cu România. Totodată, delegații la congres au ales președintele partidului, organele de conducere și de control. În funcția de președinte a fost realeasă Vitalia Pavlicenco iar vicepreședinți au fost aleși Alexandra Can, Anatolie Revenco și Sergiu Afanasiu. Congresul a ales și Delegația Politică Națională, Comisia Centrală de Cenzori, Curtea de Onoare și Arbitraj, Biroul Permanent Central și Secretarul General. La congres au participat 282 de delegați din toată republica și au fost prezenți 133 de invitați.

### Congresul IV al PNL din 25 octombrie 2015
Pe 25 octombrie 2015 și-a ținut lucrările Congresul al IV-lea al Partidului Național Liberal, convocat de Delegația Politică Națională (DPN) din 5 iulie 2015.
A fost luată decizie să poartă discuții cu reprezentanți ai grupuri asociative și politice, pentru a se încerca o consolidare a segmentului unionist pe o Platformă național-liberală.
De asemenea au fost luate un șir de decizii, printre care a cere să se consfințească drept sărbătoare națională ziua Unirii de 27 martie.
Potrivit organizatorilor, la Congresul IV al PNL au fost prezente în jur de 130 de delegați.
Congresul a reales-o, în funcția de președinte al PNL, pe Vitalia Pavlicenco, a ales noile componențe ale Delegației Politice Naționale, Comisiei Centrale de Cenzori și Curții de Onoare și Arbitraj. S-a acceptat, de asemenea, la Congres, ca în funcțiile de vicepreședinți, de Secretar și de membri ai Biroului Permanent Central să fie desemnate persoane în prima ședință a noii DPN.

## Istoric PNL
Partidul Național Liberal a apărut în Republica Moldova în anul 1993 și a fost printre primele formațiuni politice care au stat la temelia sistemului multipartid, constituit în țară pe ruinele totalitarismului sovietic. Însușirea de către primii liberali din Republica Moldova a denumirii de PNL nu a fost întîmplătoare. Expresia politică a liberalismului românesc a fost dintotdeauna Partidul Național Liberal, întemeiat și făurit cu perseverență de către legendarii Brătieni. În Basarabia, curentul liberal, inițiat la inceputul anilor '20 de către Daniel Ciugureanu și Ion Inculeț, a fost o emanație a Partidului Național Moldovenesc, formațiune care – prin spiritul politic extraordinar – și-a făcut contribuția istorică la opera edificării României Mari – salvând Basarabia interbelică de ororile regimului stalinist. Cele mai importante reforme în istoria României moderne, precum și în Basarabia interbelică, inclusiv reforma agrară, pot fi înscrise, pe bună dreptate, în palmaresul PNL-ului românesc.
Anexarea Basarabiei la URSS în anul 1940, drept consecință a odiosului pact comunisto-nazist Pactul Ribbentrop-Molotov, precum și prolongarea acestuia în anul 1944 au anihilat, pentru multe decenii înainte, mișcarea politică liberală în spațiul românesc. Liberalii au fost printre principalele ținte ale represiunilor comuniste, iar ultimii doi mari Brătieni, Constantin I.C. Brătianu și Gheorghe I. Brătianu, un mare istoric, își sfârșesc zilele, împreună cu alți liberali, în gulag-ul comunist din România. Aceeași soartă au avut-o liberalii basarabeni în gulag-ul sovietic. PNL, partid istoric, sugrumat de comuniști, a renăscut printre primele partide politice pe cele două maluri ale Prutului, imediat după căderea totalitarismului sovietic.
Prăbușirea spectaculoasă a comunismului la începutul anilor '90 ai secolului trecut le-a readus românilor dreptul de a fi liberi și liberali. Cu toate acestea, curentul liberal în Republica Moldova s-a dezvoltat în condiții nefavorabile. Abia ieșită din comunism, societatea receptează mai greu mesajul libertății și al responsabilității individuale. Însă, în viziunea PNL nu există o altă cale eficientă de afiliere la standardele lumii dezvoltate, în afară de calea democrației liberale și a economiei de pieței libere.
Conștienți de acest fapt, liberalii moldoveni au consacrat primul deceniu de independența statală a Republicii Moldova activității migăloase de implementare a valorilor liberale în societate. A fost o muncă istovitoare, umbrită de succese electorale modeste. De aceea, liberalii moldoveni conștientizează necesitatea împletirii eforturilor pentru o reformă liberală autentică cu ideile și practicile politice de renaștere națională în Republica Moldova. În aceste condiții, liberalilor moldoveni le revine o dublă misiune – implementarea în mentalitatea oamenilor și în practica politică a ideilor libertății individuale, conjugate cu valorile renașterii naționale.
PNL-ul moldovenesc a întâlnit din punct de vedere politic, începutul noului secol, dispunând de un concept perfect aplicabil eforturilor de europenizare a Republicii Moldova. Exact în această perioadă, PNL s-a opus ideii de integrare a Republicii Moldova în spațiul euro-asiatic creat de Rusia, susținând unirea țării cu România. Timpul a demonstrat că dacă oferta PNL ar fi fost acceptată în anul 2000, Republica Moldova ar fi beneficiat de toate avantajele aderării, alaturi de România, la Uniunea Europeană. Din cauza acestei stări de spirit, PNL a renunțat să își axeze mesajul electoral în 2001 pe ideea Uniunii Interstatale a celor doua state românești. Ca urmare, PNL nu devine partid parlamentar.
În perioada imediat următoare, PNL se concentrează pe imperativul unirii efortului politic. Partidul Național Liberal devine inițiatorul cascadei de fuzionări ce a condus la consolidarea forțelor democratice de diferite orientări doctrinare. Un prim-rezultat a fost crearea, la 24 martie 2002, a Partidului Liberal, prin fuziunea a trei partide: 1) Uniunea Social-Liberala “Forta Moldovei” (USLFM), constituită la 22 septembrie 2001 prin unificarea Partidului Liberal, format în 1993, cu Mișcarea social-politică “Pentru Ordine și Dreptate” (POD), aparută în 2000; 2) Partidul Renașterii și Concilierii din Moldova (PRCM), constituit în 1995; 3) Partidul Național Țăranesc Creștin-Democrat (PNTCD), constituit în 1993. Această fuziune s-a produs ca urmare a unor evoluții adeseori contradictorii ale formațiunilor politice de centru-dreapta și, în special, a victoriei detașate a Partidul Comuniștilor din Republica Moldova (PCRM) în scrutinul parlamentar din februarie 2001. Concomitent, liberalii au receptat adecvat mesajul electoratului democrat, care cerea o unificare largă a partidelor democratice.
Partidul Liberal și-a axat programul pe doctrina liberală și pe cele mai recente realizări teoretice neo-liberale. PL a fost prezent masiv în administrația publică locală, având președinți și vicepreședinți ai consiliilor unităților teritoriale de gradul doi, mii de consilieri locali, sute de primari ș.a.m.d. Din conducerea partidului au făcut parte: Mircea Snegur, primul Președinte al Republicii Moldova (1991-1996); Valeriu Muravschi, ex-prim-ministru (1991-1992); Mircea Rusu, ex-deputat, președintele Uniunii Industriașilor și Antreprenorilor; Mihai Cimpoi, ex-deputat, președintele Uniunii Scriitorilor; mai bine de 30 de deputați care au votat în anul 1991, Declarația de independență a Republicii Moldova; deputați și miniștri din alte parlamente și guverne democratice, reformatoare și personalități marcante din diverse domenii ale vieții publice. De asemenea, în partid activau organizații de tineret si de femei, care erau structurate la nivel teritorial și national. PL întreținea relații cu formațiuni de orientare liberală din Belgia, Danemarca, Olanda, România, Rusia, Ucraina, Ungaria, etc.
Urmatorul pas spre consolidarea partidelor de orientare democratică a fost constituirea prin fuziune, la 19 iulie 2003, a Alianței “Moldova Noastra”. La congresul de constituire al AMN au participat aproape 900 de delegați, care au adoptat programul și statutul noii formațiuni și au ales organismele de conducere ale acesteia. AMN a adoptat doctrina social-liberală și emblema Răsăritului de soare, preluat de la național-liberali.
Formarea AMN și crearea ulterioara, in baza acestei formatiuni, a Blocului Electoral “Moldova Democrata” le-a redat oamenilor speranta ca democratii vor infrunta dominatia politica a comunistilor. Insa unitatea democratilor a fost grav compromisa de pozitia obstructionista a PPCD. Comunistii au jucat la limita ruptura in frontul democratilor si au cistigat alegerile parlamentare din 2005. In virtutea unui succes partial in alegerile din 2005, AMN nu si-a atins scopul, pentru care s-au facut compromisuri privind doctrina si politicile curente, – inlaturarea comunistilor de la guvernare. AMN nu a identificat un lider carismatic si capabil sa consolideze un partid cu divergente doctrinare, dar de natura sa-l infrunte pe liderul comunist autoritar V.Voronin. In aceste conditii, constructia politica AMN a inceput sa se destrame.
A devenit clar că e nevoie de un proiect politic nou, în stare să învinga pericolul comunist, să schimbe radical modul de dezvoltare al Moldovei. Grupul politic din interiorul AMN, rămas fidel în toate împrejurările identității doctrinare PNL, a propus reformarea AMN prin revenirea la unirea ideii liberale cu cea a renașterii naționale.
Însă conducerea oportunistă a AMN, facând front comun cu liberalii de ocazie din fostul Partid Liberal, au eliminat din partid adevărata aripă liberală. Eliminarea din AMN a figurilor cu biografie politică în fostul PNL a creat un curent puternic de opinie în favoarea ideii reconstituirii politice a partidului liberal istoric în Republica Moldova.
Partidul Național Liberal a fost reconstituit pe 16 decembrie 2006 în cadrul unui congres desfășurat la Chișinău, la care au participat 434 din 450 de delegați, aleși de către conferințele raionale ale membrilor PNL, ce au discutat și aprobat Statutul si Programul politic ale partidului. În cadrul dezbaterilor s-a accentuat ca PNL se revendică din liberalismul românesc, începând cu secolul al XIX-lea, din tradiția liberală basarabeană a perioadei interbelice și din Miscarea de Eliberare și Renaștere Națională din Republica Moldova de la începutul anilor ‘80-‘90.

## Conducerea partidului
- Vitalia Pavlicenco - președinte,
- Anatol Revenco - vicepreședinte,
- Alexandra Can - vicepreședinte,
- Sergiu Afanasiu - vicepreședinte,
- Ion Margine - secretar general

## Doctrină
PNL se declară ferm adeptul doctrinei liberale moderne, practicate cu precădere în statele Uniunii Europene. Partidul pledează pentru ruperea categorică a Republicii Moldova de ideologiile și practicile politice caracteristice spațiului euro-asiatic, dominat de Rusia. Partidul Național Liberal se pretinde parte a gândirii liberale din spațiul românesc.
Pe plan politic, național-liberalii revin cu ofertă programatică privind crearea Uniunii Interstatale România–Republica Moldova, drept garanție a avansării accelerate spre structurile euro-atlantice. Aceasta ofertă, neacceptată în anul 2000, în favoarea ofertei comuniste privind Uniunea Euroasiatică, arată clar că astăzi – mai mult ca oricând – că viitorul nostru european se poate realiza doar prin sprijinul oferit de România. Acest proiect politic interstatal înseamnă modernizarea statului prin reforme liberale, prin afirmarea identității românești a statului și a poporului.
National-liberalii își propun să le redea oamenilor încrederea în clasa politică națională, în echipele politice capabile să garanteze viitorul european al Republicii Moldova.

## Rezultate electorale

### Alegeri parlamentare
| Anul alegerilor | voturi | % din voturile tot. | mandate obținute | +/-    |
| --------------- | ------ | ------------------- | ---------------- | ------ |
| 2010            | 10.938 | 0.64                | 0 / 101          |        |
| 2014            | 6.858  | 0.43                | 0 / 101          | ▼ 0.21 |
| 2019            | 3.375  | 0.24                | 0 / 101          | ▼ 0.19 |

### Alegeri locale

#### Consilii raionale și municipale
| Anul alegerilor | voturi | % din voturile tot. | mandate obținute | +/-    |
| --------------- | ------ | ------------------- | ---------------- | ------ |
| 2007            | 13.783 | 1.20                | 5 / 1120         |        |
| 2011            | 8.794  | 0.64                | 1 / 1120         | ▼ 0.56 |
| 2015            | 9.206  | 0.71                | 0 / 1120         | ▲ 0.07 |

#### Consilii orășenești și sătești
| Anul alegerilor | voturi | % din voturile tot. | mandate obținute | +/-    |
| --------------- | ------ | ------------------- | ---------------- | ------ |
| 2007            | 11.185 | 1.11                | 76 / 10621       |        |
| 2011            | 7.262  | 0.65                | 38 / 10630       | ▼ 0.46 |
| 2015            | 4.845  | 0.46                | 23 / 10630       | ▼ 0.19 |

#### Primari
| Anul alegerilor | primari | % din tot. primar. | mandate obținute | +/-    |
| --------------- | ------- | ------------------ | ---------------- | ------ |
| 2007            | 5       | 0.56               | 5 / 895          |        |
| 2011            | 4       | 0.45               | 4 / 898          | ▼ 0.11 |
| 2015            | 3       | 0.33               | 4 / 898          | ▼ 0.12 |